# Magdalenenkapelle (Staufen)

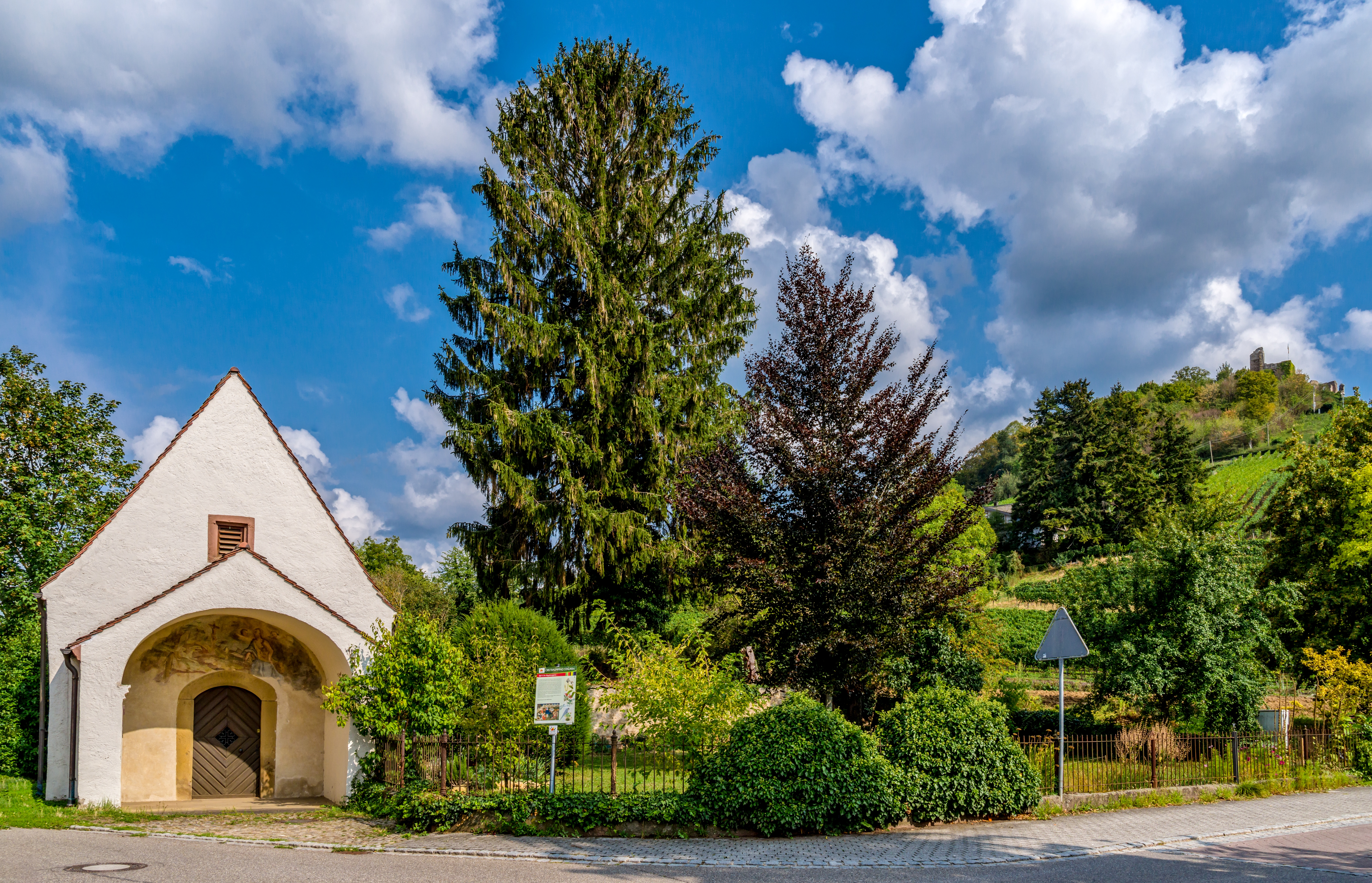
Die Magdalenenkapelle vor dem Schlossberg

Die St.-Magdalenen-Kapelle ist eine 1586 auf älteren Fundamenten erbaute Kapelle für die Bewohner des ehemaligen Leprosenhauses in Staufen im Breisgau, Krozinger Straße 1 a. Eine Besichtigung ist nur nach Anmeldung möglich.

## Gute Leute
Die Lepra ist eine Infektionskrankheit, durch die die Haut verändert wird und das Gesicht und andere Körperteile völlig zersetzt werden können. Die Infektionsursache mangelnder Hygiene, Unterernährung und eines geschwächten Immunsystems war im Mittelalter unbekannt. Eine Behandlung war bis zur Entdeckung des Erregers 1873 durch den norwegischen Arzt Armauer Hansen nicht möglich. Diese Tatsache und das abstoßende Äußere der Erkrankten führten dazu, dass man sie von Gesunden absonderte und, obgleich sie eigentlich nur schwach ansteckend waren, in Einrichtungen außerhalb der Städte verlegte: Sie wurden zu Aussätzigen. Auch als Miselsucht wurde ihre Krankheit benannt, ihre Behausungen als Misel-, (Sonder)Siechen- oder Gutleuthaus, wobei die Herkunft dieses Wortes unklar ist. Die Bezeichnung „Lepra“ und damit die Benennung als „Leprosorium“ kam erst Mitte des 18. Jahrhunderts auf.

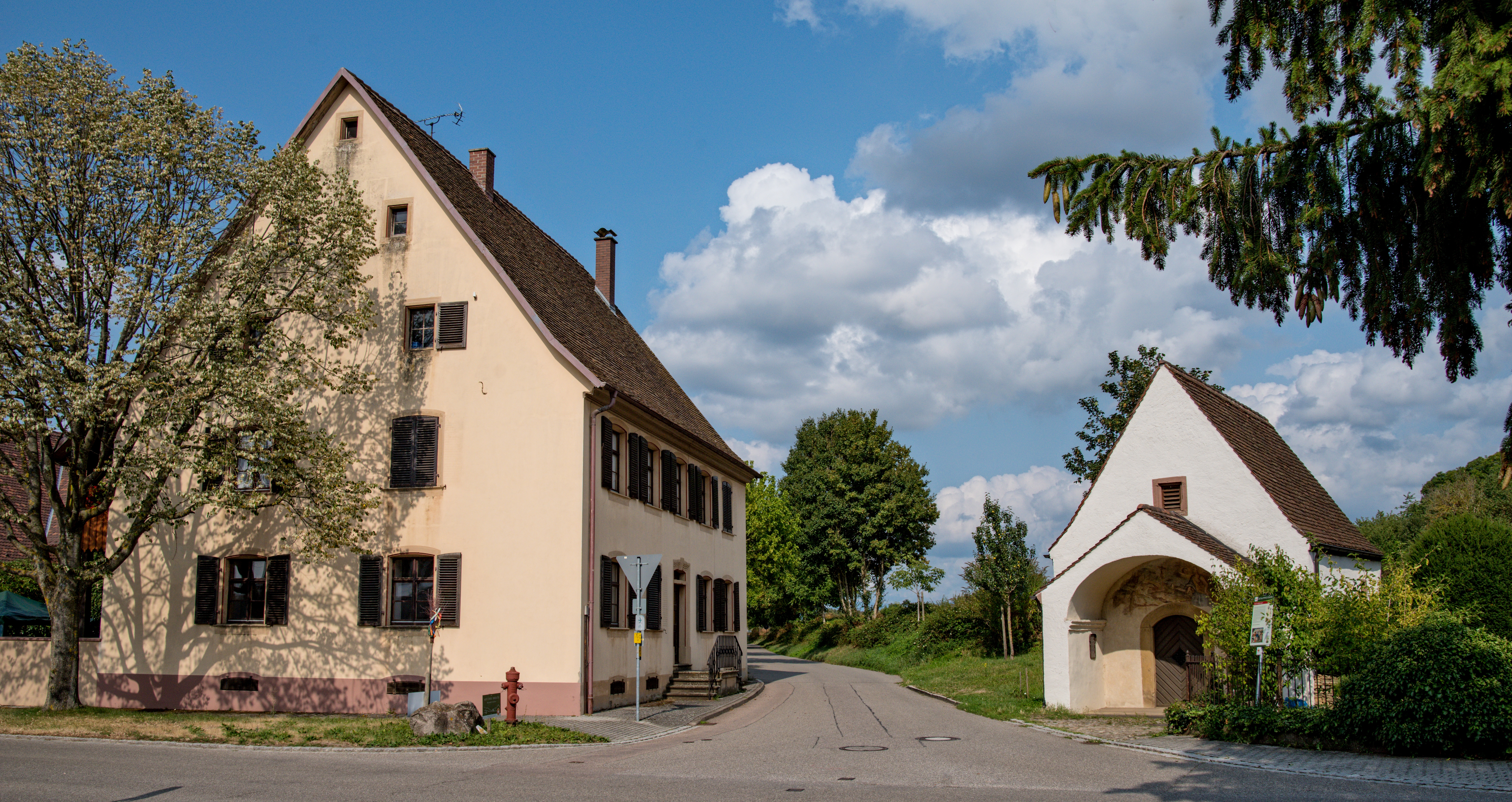
Die Magdalenenkapelle (rechts) mit dem Rinderlehof

## Geschichte des Leprosenhauses
Das Leprosenhaus in Staufen zählt zu den ältesten Gründungen in Baden, wenn auch kein genaues Datum bekannt ist. Aus dem frühen 14. Jahrhundert liegen zwei Erwähnungen vor. Genannt wird auch das 13. Jahrhundert, weil anzunehmen sei, dass die Herren von Staufen sich nicht darauf beschränkt haben können, um 1220 dem Lazarus-Orden in dem kleinen Dorf Schlatt ein Gebäude zur Begründung eines Lazaritenhauses zu schenken.

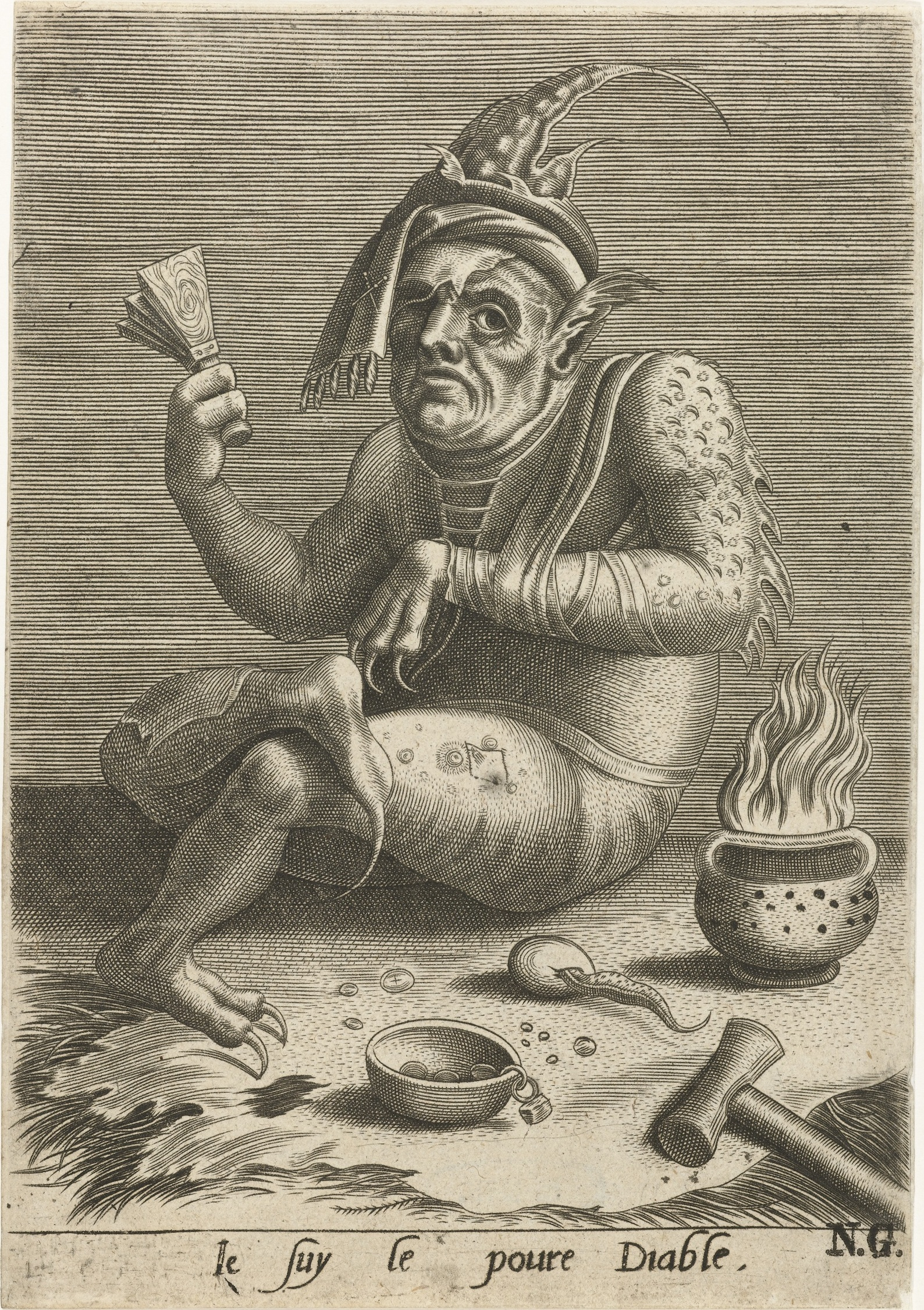
Aussätziger mit Warnklapper, Stich aus dem 16. Jahrhundert

Die Gutleuthäuser standen zumeist dort, wo sich Landstraßen trafen, wie hier die von Staufen nach Krozingen einerseits und nach Kirchhofen andererseits, um den Aussätzigen das Betteln zu ermöglichen. Dabei mussten sie durch eine Warnklapper auf sich aufmerksam machen, Fremde durch einen Stock von sich fernhalten und einen Sack zur Entgegennahme der Almosen benutzen. Besonders ärmere Häuser waren auf diese Einnahmen angewiesen, wenn zumeist auch Stiftungen oder Pfründen den Unterhalt sicherten. In Staufen war schon 1522 ein bedeutendes Vermögen vorhanden, woraus auch auf ein hohes Alter der Stiftung geschlossen werden kann. Zu dieser Zeit kam es aufgrund einer neuen Lepraepidemie zu mehreren neuen Stiftungen. Aus dem Jahr 1576 hat sich auch eine Hausordnung erhalten, die auf der des Leprosoriums „Siechen am Felde“ bei Freiburg beruhte. Danach war die Vermögensverwaltung des Hauses einem Gutleutpfleger übertragen, der auch zusammen mit einer Magd den Haushalt der Kranken führte und die Ordnung im Haus aufrechterhalten musste.
Um 1600 war das Gutleuthaus – möglicherweise durch einen Brand – unbewohnbar, sodass die Sondersiechen einige Wochen lang in der Kapelle schlafen mussten. Im Dreißigjährigen Krieg wurde es niedergebrannt. Weil es nur noch für wenige Familien benötigt wurde, wurde es nur in kleinerer Form wieder aufgebaut. Ab 1720 stand es leer; lediglich Mitte des 18. Jahrhunderts musste es noch einmal kurzzeitig für drei an Lepra erkrankte Personen bewohnbar gemacht werden. Sie waren die letzten Aussätzigen, die nach ihrem Tod 1756/58 auf dem Gutleutgottesacker neben der Kapelle begraben wurden. 1756 wurde er auch für den wegen Unterschlagung enthaupteten Kupferschmied Joseph Kauffmann verwendet, den man auf dem bürgerlichen Friedhof nicht dulden mochte, nach der Ortsüberlieferung ein Onkel der Malerin Angelika Kauffmann.
Von dieser Zeit an blieb das Gutleuthaus unbewohnt. Der Vorschlag der vorderösterreichischen Regierung, es in eine Spinnerei umzuwandeln, erwies sich als undurchführbar. So wurde es 1786 im Wege der Versteigerung an den Erblehenbauer Josef Rinderle verkauft, der es abriss und auf dem Fundament ein Wohnhaus errichtete; 2018 befindet sich dort der Bauhof der Stadt Staufen.

## Geschichte der Magdalenenkapelle

### Ursprüngliche Kapelle und Neubau 1586
Der Besuch der Stadt war den Leprosen nicht völlig verboten. So durften sie, gekennzeichnet durch ihren Stab, am Gottesdienst teilnehmen. Den Verstorbenen aber stand der städtische Friedhof nicht zur Verfügung, sie wurden auf einem eigenen Friedhof beim Gutleuthaus beerdigt. Zu diesem gehörte schon vor dem Dreißigjährigen Krieg die 1353 erstmals als Krozinger Filialkirche erwähnte Gotthardkapelle. Wegen der großen Entfernung und der Lage am Berg war sie jedoch kaum als Friedhofskapelle geeignet. Deshalb befand sich dort eine zweite Kapelle, über deren Alter nichts bekannt ist. In den 1580er-Jahren war sie jedenfalls so baufällig, dass auf dem alten Grundriss ein fast völliger Neubau erfolgte, bei dem ihre Fundamente bis zu einer Höhe von etwa einem Meter erhalten blieben. Das Datum der Fertigstellung ist auf dem Türbogen mit 1586 angegeben. Die Kapelle hat einen geosteten, rechteckigen Grundriss von 9,10 × 5,84 Meter.

### Barocke Umgestaltung 1721–1738
Das steile Giebeldach mit einem liegenden Stuhl in drei Querachsen wurde ausweislich einer dendrochronologischen Untersuchung aus dem Jahr 1995 allerdings erst 1721 errichtet. Im Zuge der anschließenden barocken Umgestaltung erhielt der Innenraum eine Gipsdecke mit Rahmenstuck und die beiden Seitenfenster wurden vergrößert. Über das Alter des gekuppelten gotischen Fensters hinter dem Altar finden sich keine Angaben. Anschließend wurde die Kapelle neu ausgemalt, wobei eine ältere Bemalung der Wände durch ein vielfarbiges, ornamentales Blattwerk überdeckt wurde. Anlässlich dieser umfassenden Renovierung wurde dem Gebäude auch eine kleine, mit einem Korbbogen im Stil der Zeit überwölbte Eingangshalle vorgesetzt. „Wohltuend gliedert sie die Kapellenfassade und verleiht ihr Dynamik.“ 1738 waren die Arbeiten abgeschlossen, sodass der Konstanzer Weihbischof Franz Johann Anton von Sirgenstein am 14. August den Altar und die Kapelle neu weihen konnte.

### Entwidmung 1827
Nach der Aufgabe des Gutleuthauses 1786 wurde die Kapelle nicht mehr benötigt. Sie wurde profaniert und 1827 ebenfalls an Josef Rinderle verkauft, der 1804 auch bereits den Friedhof zur Gartennutzung erworben hatte. In der Folgezeit diente sie als Waschhaus und Schnapsbrennerei. Dazu wurde an Stelle des Altars ein Brennofen mit einem großen Rauchfang eingebaut, nachdem das gotische Doppelfenster an der Ostwand zugemauert worden war.

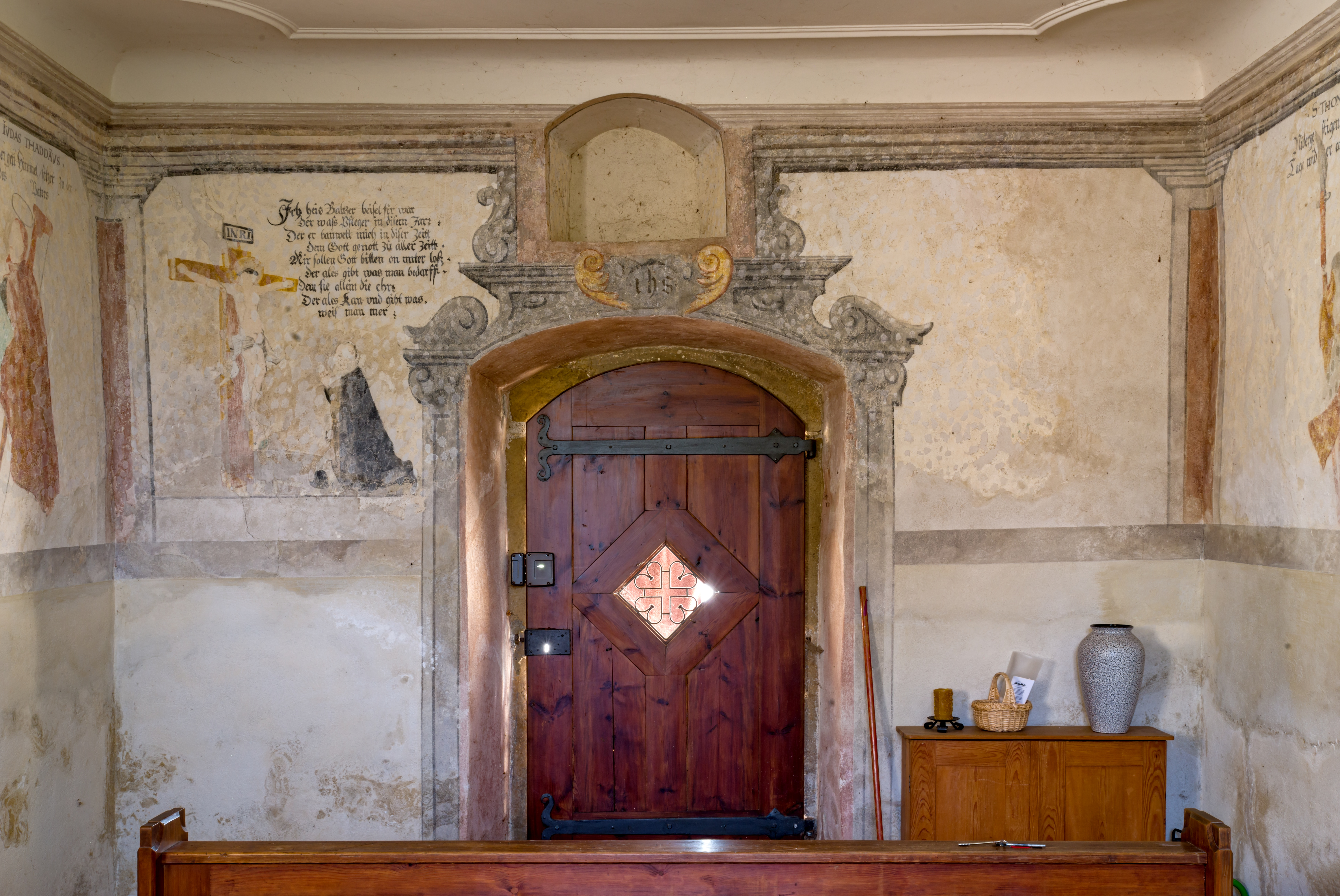
Die Westwand mit dem Eingangsportal

### Restaurierung um 1960 und Neuweihe
Eckart Ulmann (1914–1996), Bürgermeister von 1946 bis 1969, entdeckte 1955 in dem inzwischen nur noch als Lagerraum genutzten Gebäude Malereien unter dem mit einer fetten Rußschicht überzogenen Putz. Die daraufhin eingeschaltete Restauratorin Adelheid Ueberwasser (gestorben 1998) bestätigte in einem Gutachten vom 19. April 1955: „Unter einer einmaligen dick aufgetragenen Putzschicht, die die Wände egalisieren sollte, liegen dicht aufeinander zwei Bildschichten, wovon die tiefer gelegene ältere, recht gut erhalten geblieben ist, während die obere, jüngere mit der deckenden Mörtelschicht so sehr verbunden ist, daß sie unweigerlich mit ihr fällt. Eine Rettung der zweiten Malereien wird also nicht möglich sein.“ Sie ergänzte: „An der Chorwand der Kapelle hätte sich wahrscheinlich das Schönste an Malerei gefunden. Durch die Verbauung des riesigen Rauchfangs ist aber fast alles zerstört.“
Während danach von der barocken Ausmalung aus der Renovierung von 1721–1738 nur wenig zu retten war, war es möglich, die älteren Gemälde teilweise wiederherzustellen. Sie stammen „vermutlich aus der Zeit nach dem Dreißigjährigen Krieg“, hatte die Restauratorin in ihrem Gutachten ausgeführt. Mit Unterstützung der Familie Rinderle, der Stadt Staufen, des damaligen Landkreises Müllheim und vor allem des damaligen Staatlichen Amtes für Denkmalpflege in Südbaden unter ihrem Leiter Martin Hesselbacher (1908–1983), sowie in Abstimmung mit dem Dekan Johann Georg Schmutz (1908–2002), konnte sie die Arbeiten um 1960 zusammen mit ihrem Mann Jürgen Brodwolf, den sie 1956 geheiratet hatte, und Karlheinz Scherer ausführen.
Zunächst waren die Wände durch den Einbau von Luftrohren auszutrocknen. Der tragende Mörtelgrund wurde durch Injektionen und Untergießungen wieder fest mit der Mauer verbunden. Lose Farbteilchen wurden mit Zelluloseleim gespritzt und wieder an den Mörtel gedrückt. Da vor dem Aufbringen des barocken Putzes die Wände aufgepickelt worden waren, um ein besseres Haften auf dem vorhandenen Grund zu ermöglichen, waren alle  Bild- und Wandteile mit Schlaglöchern übersät, die ausgeflickt werden mussten.
Das zugemauerte Doppelfenster wurde wieder geöffnet, sodass auch an der Ostwand die vorgefundenen Malereien soweit möglich wieder sichtbar gemacht werden konnten. Die baufällige Vorhalle der Kapelle musste nach den Befunden fast vollständig neu aufgemauert werden.
Nachdem auch wieder ein Altar aufgestellt worden war, konnte die Kapelle am 23. Juli 1961 durch den Dekan Johann Georg Schmutz wieder geweiht werden.

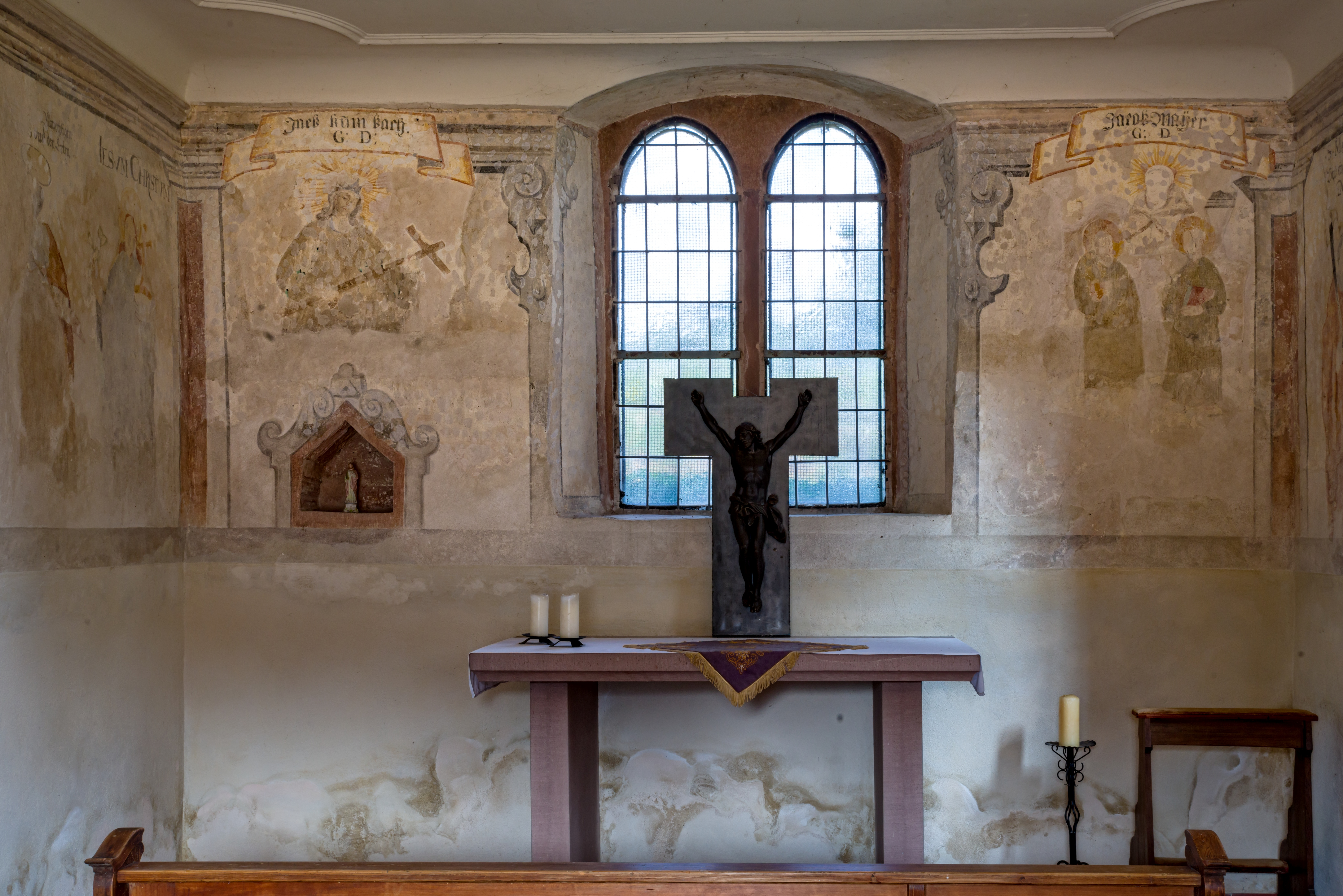
Die Ostwand der Kapelle

### Restaurierung Ende der 1990er-Jahre
1996 befand sich die Kapelle wieder in einem schlechten Zustand, der auf Mangel an Betreuung, aber vor allem darauf zurückzuführen war, dass ihr Mauerwerk schon seit ihrer Erbauung unter drückendem Wasser vom Schlossberg zu leiden hatte. Für die erforderliche Instandsetzung verkauften sie deshalb die Nachfolger des Josef Rinderle an den 1977 gegründeten „Arbeitskreis Staufener Stadtbild e. V.“, der sich nach seiner Satzung „das Erhalten der spezifischen Ortsbilder und von schätzenswerten Bauwerken, Ensembles, Baugruppen und Straßenräumen“ zum Ziel gesetzt hat.
Großzügige Spenden und wiederum ein Zuschuss des Landesamtes für Denkmalpflege ermöglichten es, die bis auf die halbe Höhe der Wand zugeschwemmte Ostseite der Kapelle freizulegen, wobei eine bis dahin unbekannte mittelalterliche Stützmauer zum Vorschein kam. Außerdem stieß man auf menschliche Skelettreste, die aber nicht datiert werden konnten. Nach Anlegung einer Drainage wurden an den Innen- und Außenwänden der Zement- durch einen Kalkputz ersetzt, die Fenster erneuert, das Dach saniert und die Wandmalereien nochmals stabilisiert. Besonders aufwendig war die Sanierung des der Witterung ausgesetzten Gemäldes über dem Eingangsportal. Zum Abschluss der Arbeiten erfolgte am 23. Juli 1999 eine erneute Weihe der Kapelle.

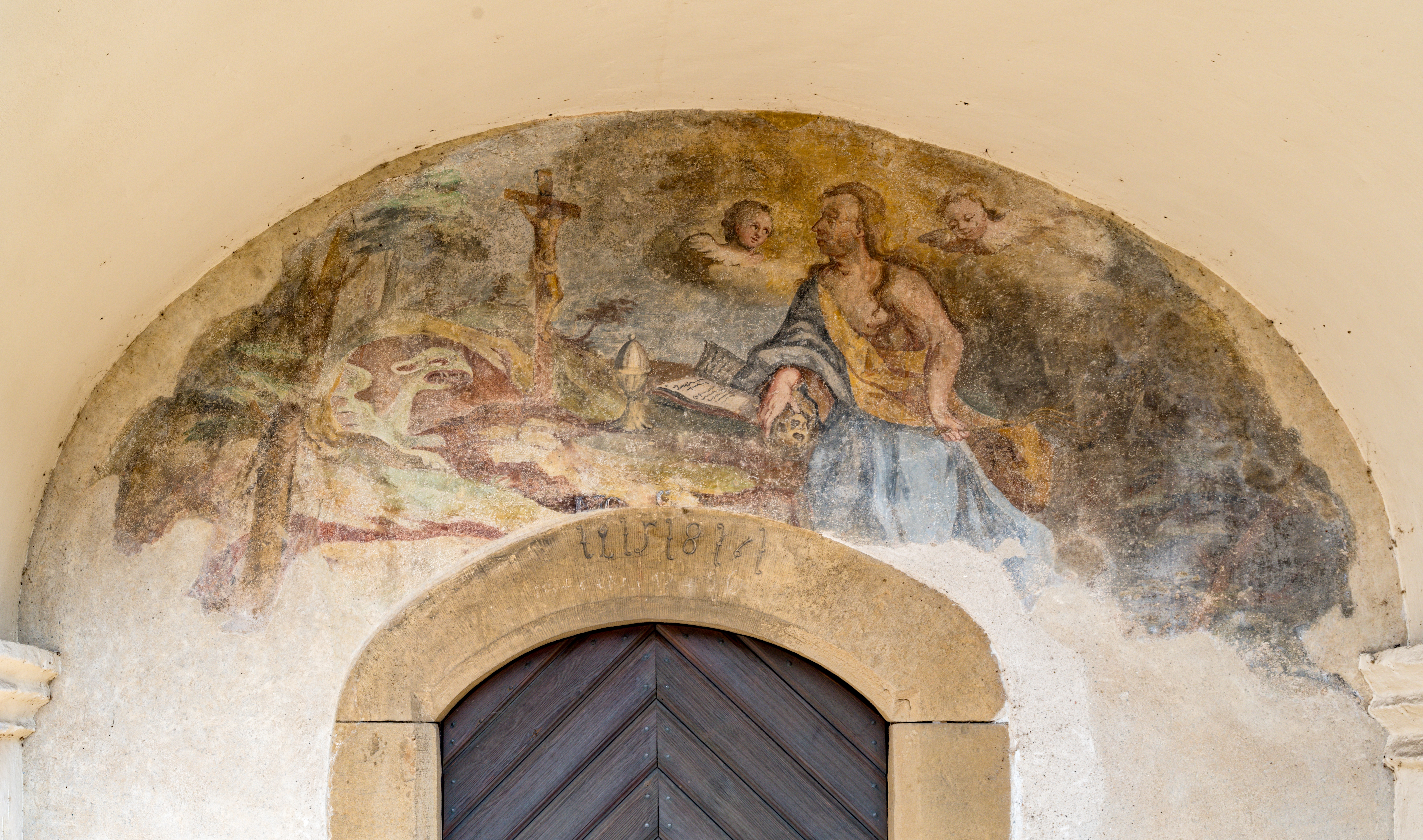
Das Gemälde über dem Eingang; auf dem Türbogen das Baudatum 1586 der Kapelle

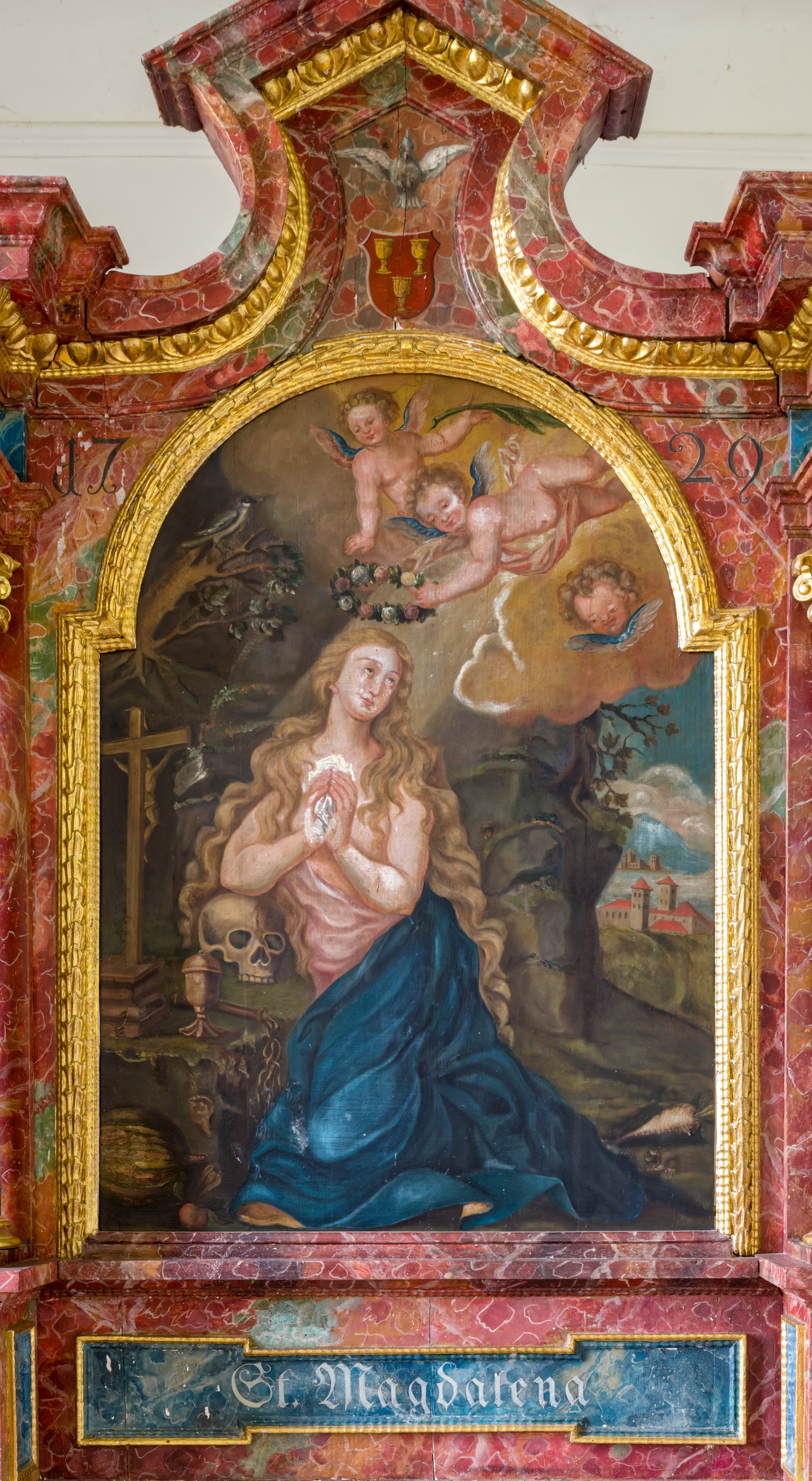
Der Magdalenenaltar, heute in der Staufener St.-Gotthard-Kapelle, mit dem Wappen der 1602 erloschenen Herren von Staufen

## Maria Magdalena
Die Kapelle war von alters her an Maria Magdalena geweiht. „Am St. Maria-Magdalenatag“, dem 22. Juli, hatten die Leprosen „für ihre Kapelle beim Gutleuthaus Kirchweihfest; es fand daselbst Gottesdienst statt und mittags wurden sie vom Gutleutpfleger und der Bürgerschaft festlich bewirtet.“
Der Grund für das Patrozinium ist nicht bekannt, wird aber in der rätselhaften Figur der Patronin gesehen. Nach den Evangelien war Maria Magdalena die bedeutendste Begleiterin Jesu und die erste, die den Auferstandenen sah. In der katholischen Tradition wurde sie aber früh auch sowohl mit der Schwester des Lazarus wie vor allem mit der Sünderin gleichgesetzt, die Jesus im Haus „Simons des Aussätzigen“ das Haupt salbte beziehungsweise nach Lukas (Lk 7,36–50 ) die Füße wusch. Papst Franziskus hat ihren Gedenktag 2016 zwar in den Rang eines Festes erhoben und sie damit den Aposteln gleichgestellt. Doch traditionell wurde sie eher auf die Rolle der Sünderin reduziert, die in einer Höhle als Büßerin gelebt haben soll, nachdem es sie auf sagenhafte Weise nach Südfrankreich verschlagen hatte.

### Gemälde über dem Eingang
Der Besucher wird von einem barocken Gemälde der Maria Magdalena über der Eingangstür empfangen. Durch eine heute verlorene Inschrift des Stifters Andreas Mayer, der von 1736–1741 Gutleutpfleger war, war nachgewiesen, dass es im Zusammenhang mit der Errichtung des Vorbaus bei der Renovierung 1721–1738 entstand. Die Restauratorin hatte in ihrem Gutachten geschrieben: „Die Malerei an der Außenfassade über der Eingangstür ist so schlecht erhalten und kaum ablesbar, daß sie wohl nicht mehr zu retten sein wird.“ Das scheint sich nicht bestätigt zu haben, denn später wird auf das „sehr gut erhaltene barocke Außenfresko“ verwiesen.
„Begleitet von zwei Putten kniet Magdalena in einer von lockerem Wald bedeckten Hügellandschaft vor einem Kruzifix und studiert die Schrift. Ihr langes Haar ist offen und vor ihr steht eine Salbenbüchse als Anspielung auf die Erzählung aus dem Lukas-Evangelium und die Ostergeschichte. Zeichen der Buße sind der Totenschädel in ihrer rechten, vor allem aber die Geißel in ihrer linken Hand, mit der Magdalena ihren entblößten Oberkörper züchtigt. Links ist die Höhle zu sehen, in der die Heilige lebte. Als originelle Zutat des Malers (oder aufgrund einer Fehlinterpretation bei der Restaurierung?) kriecht aus dieser ein geflügelter Drache mit gefletschten Zähnen, vielleicht ein Sinnbild für die Anfechtungen durch die Sünde.“

### Magdalenenaltar
In der Kapelle steht heute ein moderner, tischförmiger Altar mit einem eindrucksvollen Kreuz. 1729 hatten die Staufener jedoch neben zwei Seitenaltären einen Barockaltar mit einem Gemälde der büßenden Magdalena gestiftet. Bei der Profanierung 1827 war er als linker Seitenaltar in die Friedhofskapelle St. Sebastian in Staufen verbracht worden. 1896 gelangte er von dort in die Gotthardkapelle, wo eine Besichtigung nach Anmeldung möglich ist. Die katholische Kirchengemeinde ließ ihn 1959 restaurieren und entschied sich, ihn trotz der erneuten Weihe der Magdalenenkapelle 1961 dort zu belassen.
Maria wird hier durch drei Putten mit einem Rosenkranz bekrönt. Es sind die gleichen Requisiten zu erkennen, die auch in dem Wandgemälde gezeigt sind. Ob die Darstellungen eines Rettichs, eines Pfirsichs, einer Melone und eines Vogel nur der Dekoration dienen oder auch eine symbolische Bedeutung haben, ist nicht bekannt. Im Hintergrund ist auf einem Hügel eine Kirche zu erkennen. Dazu wird vermutet, es könne die von Vézelay gemeint sein, wo sich die Gebeine der Heiligen befinden sollen. Ungedeutet bleiben dabei die weiteren, an einem See abgebildeten Gebäude.

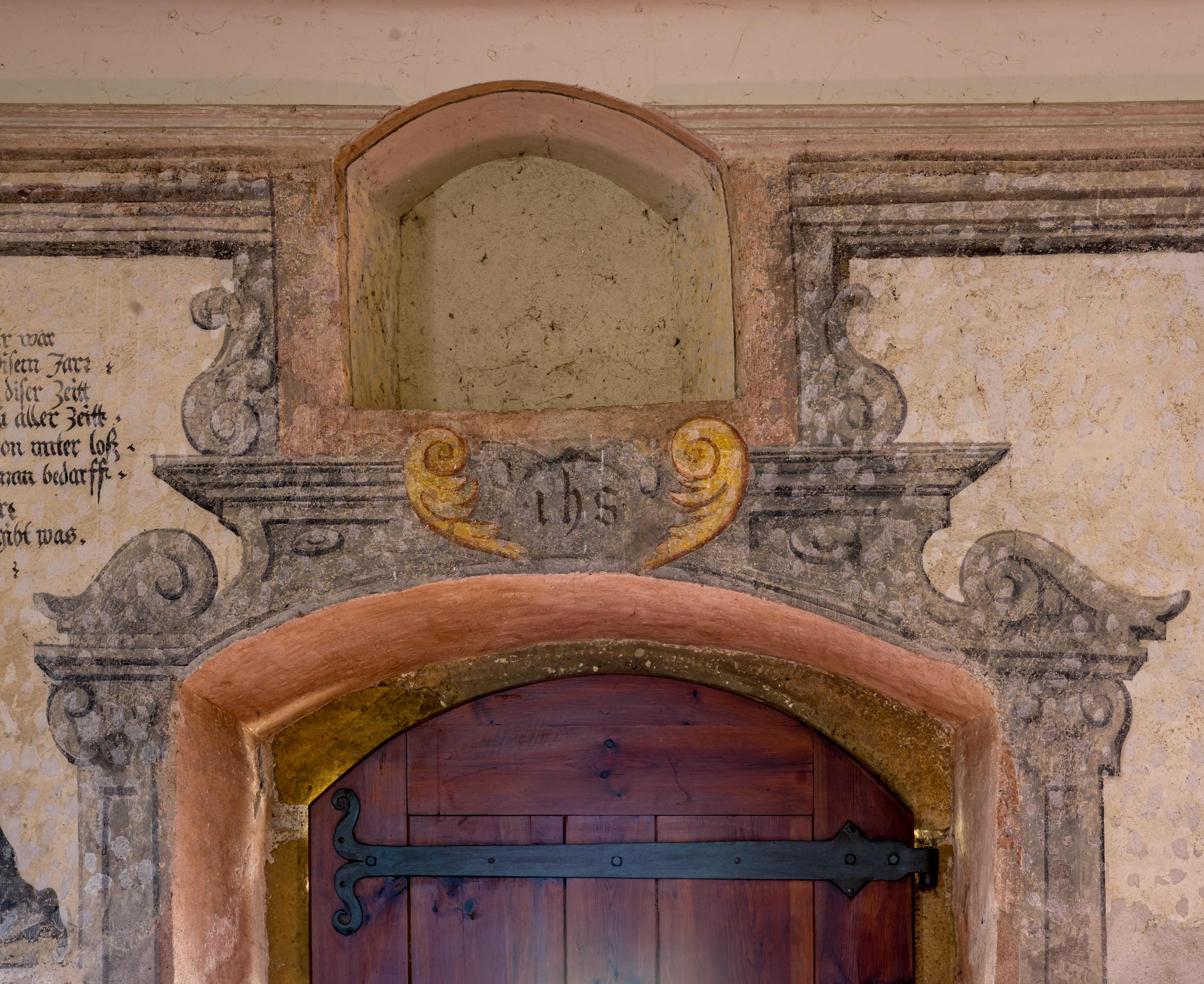
Malerei um die Eingangstür

## Wandmalereien
Das Innere der Kapelle ist als offener Tempel dargestellt. In den vier Ecken stehen perspektivisch gemalte Pfeiler mit Kapitellen, die in reicher Profilierung gemalte Unterzüge  tragen. Die Tür- und Fensteröffnungen und die kleinen Wandnischen sind mit einer Rahmenscheinarchitektur aus graublauem Beschlagwerk mit Schnecken und Muschelmotiven im Stil der Spätrenaissance eingefasst. Diese Malerei wurde bei der Restaurierung ergänzt, weil es sich um eher schematische Wiederholungen handelte und der Wunsch bestand, die Kapelle wieder als Gotteshaus nutzbar zu machen. Wie die Decke ursprünglich gestaltet war, war nicht mehr festzustellen, weil bei der barocken Umgestaltung eine Gipsdecke mit Rahmenstuck eingebaut worden war.

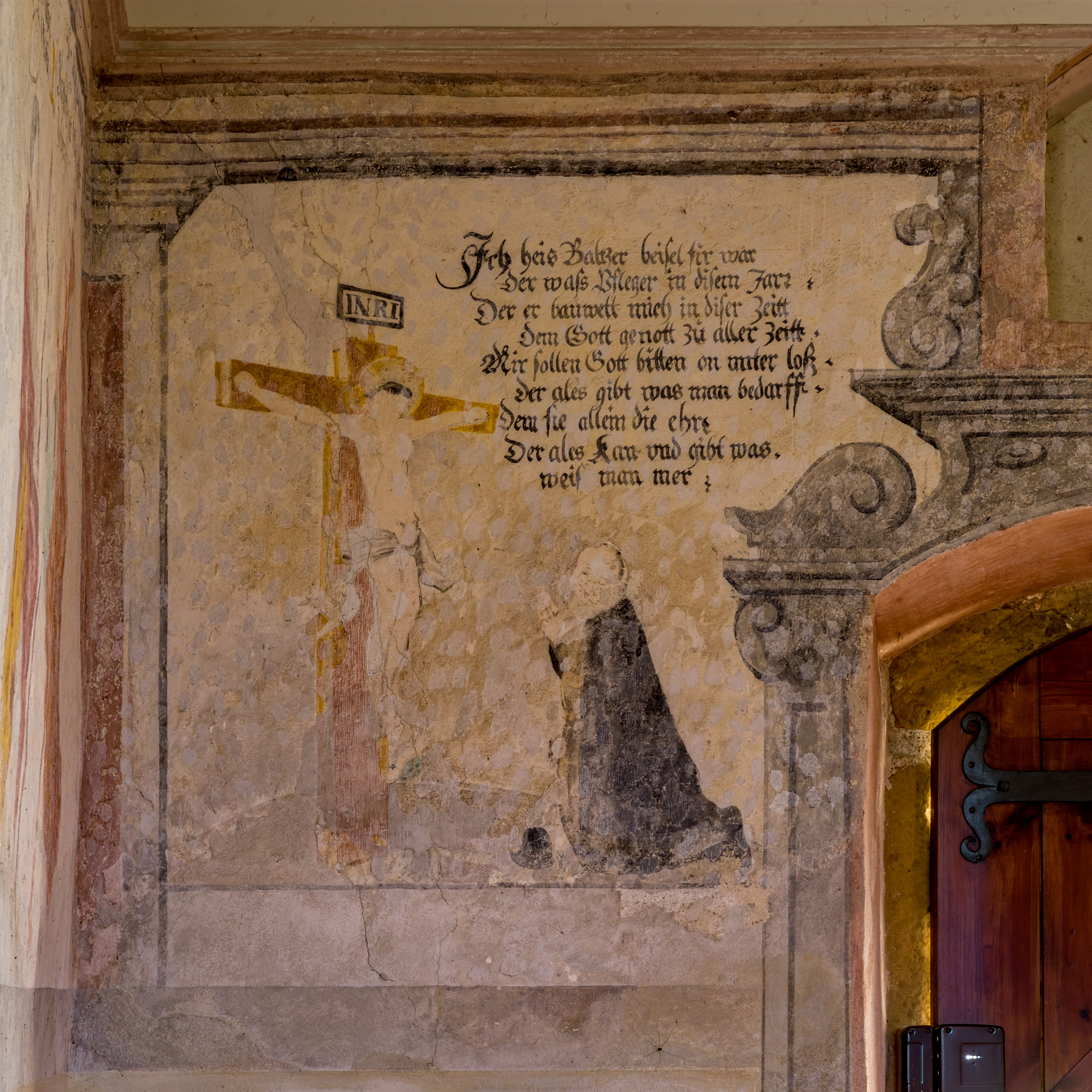
Gutleutpfleger Baltzer Beisel

### Baltzer Beisel
Links neben der Eingangstür zeigt ein großes Bild den Gutleutpfleger Baltzer (Balthasar) Beisel kniend vor einem Kruzifix, das durch einen breiten senkrechten Mauerriss stark gestört war. Dennoch konnte es einschließlich des in Fraktur geschriebenen, grammatikalisch fehlerhaften Textes vergleichsweise gut wiederhergestellt werden:
Ich heis Baltzer beisel fir war

Der wass Pfleger in disem Jarr

Der er bauwett mich in diser Zeitt

Dem Gott genott zu aller Zeitt

Mir sollen Gott bitten on unter laß

Der ales gibt was man bedarff

Dem sie allein die ehr

Der ales kan und gibt was

weis man mer.
Nach der Restaurierung wurde angenommen, unter der Leitung von Baltzer Beisel sei der Umbau 1721–1738 erfolgt. Es müsste sich danach um ein barockes Werk handeln. Gutleutpfleger jedenfalls ab 1736 war aber Andreas Mayer und Beisel bezeichnet sich selbst als „Erbauer“. Auch wenn das Gemälde – im Gegensatz zu den folgenden, flachen Darstellungen der Apostel – einen Raum andeutet, wird es deshalb allgemein auf die Zeit des Neubaus von 1586 datiert.

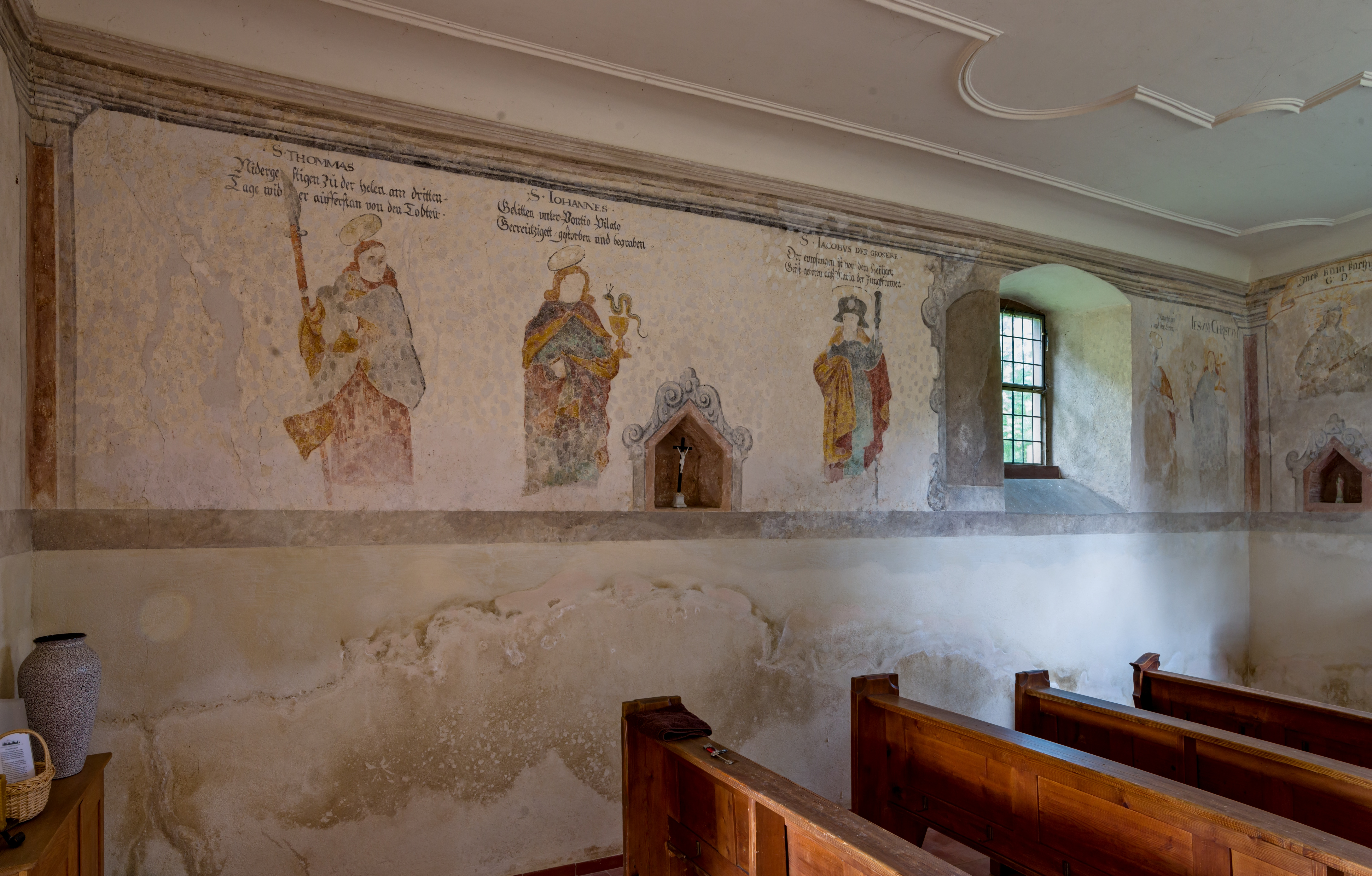
Blick auf die Nordwand der Kapelle

### Apostelcredo
In der gemalten Architektur standen sich auf den beiden Längswänden die Gestalten der zwölf Apostel gegenüber, vermutlich auf Sockeln stehend, ohne irgendeinen Hintergrund direkt auf den weißen Kalk gemalt. Bei den Eingriffen 1721–1738 hatte man darauf keine Rücksicht genommen, sodass drei Apostelbilder ganz oder teilweise vernichtet sind. Von den verbliebenen fehlt jeweils der untere Teil, weil dort durch die aufsteigende Feuchtigkeit der Putz völlig zerstört war.
Zeitlich werden sie, wie schon von der Restauratorin angedeutet, zusammen mit dem Bild des Baltzer Beisel auf 1586 datiert. Es wird aber auch die Frage gestellt, ob sie nicht von demselben Künstler ausgeführt worden sein könnten, der 1652 entsprechende, nur durch Abzeichnung überlieferte Apostelfiguren in die St.-Sebastians-Kapelle auf dem Friedhof der Stadt gemalt hat.
Die Apostel sind fast lebensgroß dargestellt. Sie sind sie in schwere wallende Gewänder gehüllt, mit kräftigen Farben in Goldocker, Rötlichbraun, Sepia und Manganblau. Die Gesichter ihrer eher kleinen Köpfe sind fast gänzlich verblasst, aber noch immer deutlich erkennbar, umrahmt von bewegtem Haar. Über ihren Köpfen schweben als feine Reifen ovale Heiligenscheine.

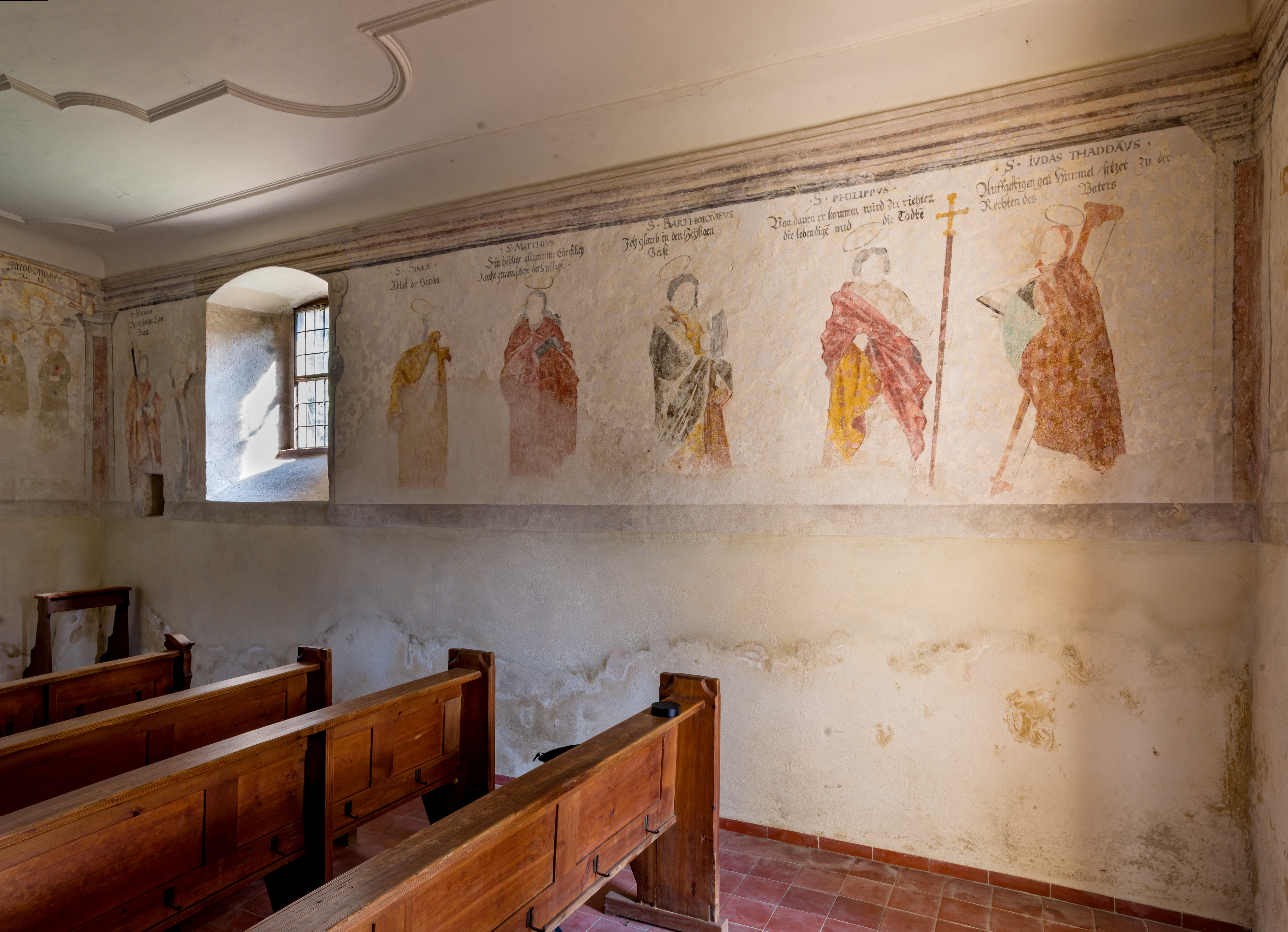
Blick auf die Südwand der Kapelle

Die Verbindung der Apostel mit Phrasen aus dem Glaubensbekenntnis wird als Apostelcredo bezeichnet. In der Magdalenenkapelle liegt eine übliche Zuordnung vor. In der Beschreibung können deshalb fehlende Apostel und unvollständige Textteile (in heutiger Formulierung) ergänzt werden. Das Credo beginnt links vom Altar und führt entgegen dem Uhrzeigersinn durch die Kapelle bis zur rechten Altarseite. Dabei stehen fünf Apostel auf der Nordwand sieben auf der Südwand gegenüber, weil dem Beginn des Zyklus noch ein Bildnis von „Iesum Christum“ als Salvator Mundi vorangestellt ist, die rechte Hand zum Segen erhoben, in der linken eine mit einem Kreuz bekrönte Weltkugel haltend.
Über jedem Apostel steht in großen Antiquabuchstaben sein Name und jeweils in Frakturschrift ein Satz aus dem Glaubensbekenntnis (Credo). Wie die Architekturmalerei sind auch diese Schriftzüge von den Restauratoren über die für sie erkennbaren Reste hinaus stärker ergänzt worden, um die Malereien verständlicher zu machen. Dabei sind ihnen offensichtlich zwei Fehler unterlaufen:
- Der als Judas Thaddäus bezeichnete Jünger trägt eine Tuchwalkerstange. Das ist jedoch das Attribut von Jakobus dem Jüngeren. Es ist nicht denkbar, dass diese Verwechselung schon dem Künstler unterlaufen ist.
- Bei den Texten fehlt die Phrase „Auferstehung der Toten“. Sie müsste zwischen Matthias und dem als Simon bezeichneten Apostel stehen. Tatsächlich ist links des verbreiterten Fensters noch der Rest eines weiteren Apostels zu erkennen, der eine Keule trägt. Dabei handelt es sich um das Attribut des Simon, dem zutreffend „Ablaß der Sünden“ zuzuordnen ist. Bei dem rechts des Fensters kaum noch zu erkennenden Apostel muss es sich deshalb um den dann noch fehlenden Judas Thaddäus handeln, sodass er mit Simon falsch bezeichnet ist.

| Bild                                                                                          | Apostel | Text                                                                                        |
| --------------------------------------------------------------------------------------------- | --- | ------------------------------------------------------------------------------------------- |
|                                                                                               | Petrus Das zu erwartende Attribut des Schlüssels ist nicht zu erkennen                                                                                         | (Ich glaube an Gott, den Vater, den) Allmechtigen, (den Schöpfer des Himmel)s und der Erten |
| Aufgrund der Vergrößerung des Fensters fehlen Bild und Text                                   | (Andreas) | (Und an Jesum Christum, seinen eingeborenen Sohn, unsern Herrn)                             |
|                                                                                               | Jakobus der Ältere Attribut: Pilgerkleidung und -stab | Der empfangen ist von dem Heyligen Geist geboren aus Maria der Jungkfrawen                  |
|                                                                                               | Johannes, Attribut: Kelch mit Schlange | Gelitten unter Pontio Pilato / Gecreutzigett / gestorben und begraben                       |
|                                                                                               | Thomas Attribut: Lanze | Nidergestigen zu der helen, am dritten Tage wider aufferstan von den Todten                 |
|                                                                                               | Jakobus der Jüngere Attribut: Tuchwalkerstange Falsch bezeichnet als Judas Thaddäus                                                                            | Auffgestigen gen Himmel / sitzet zu der Rechten des Vaters                                  |
|                                                                                               | Philippus Attribut: Kreuzstab | Von dannen er kommen wird zu richten die lebendige und die Todte                            |
|                                                                                               | Bartholomäus Attribut: Messer (hier fast wie ein Beil) und Haut über dem Arm                                                                                   | Ich glaub an den heiligen Geist                                                             |
|                                                                                               | Matthäus, Attribut: Buch | Ein heylige allgemeine Christlich Kirche gemeinschaft der Heylige                           |
|                                                                                               | Judas Thaddäus Kein Attribut zu erkennen Falsch bezeichnet als Simon, der mit seiner Phrase aus dem Glaubensbekenntnis erst an der nächsten Stelle stehen darf | (Auferstehung der Toten)                                                                    |
| Aufgrund der Vergrößerung des Fensters nur der hierunter erkennbare Rest des Bildes vorhanden | Simon Attribut: Keule Position vertauscht mit Judas Thaddäus                                                                                                   | Ablaß der Sünden                                                                            |
|                                                                                               | Matthias Attribut: Hellebarde | Und ein ewiges Leben Amen                                                                   |

### Chorwand

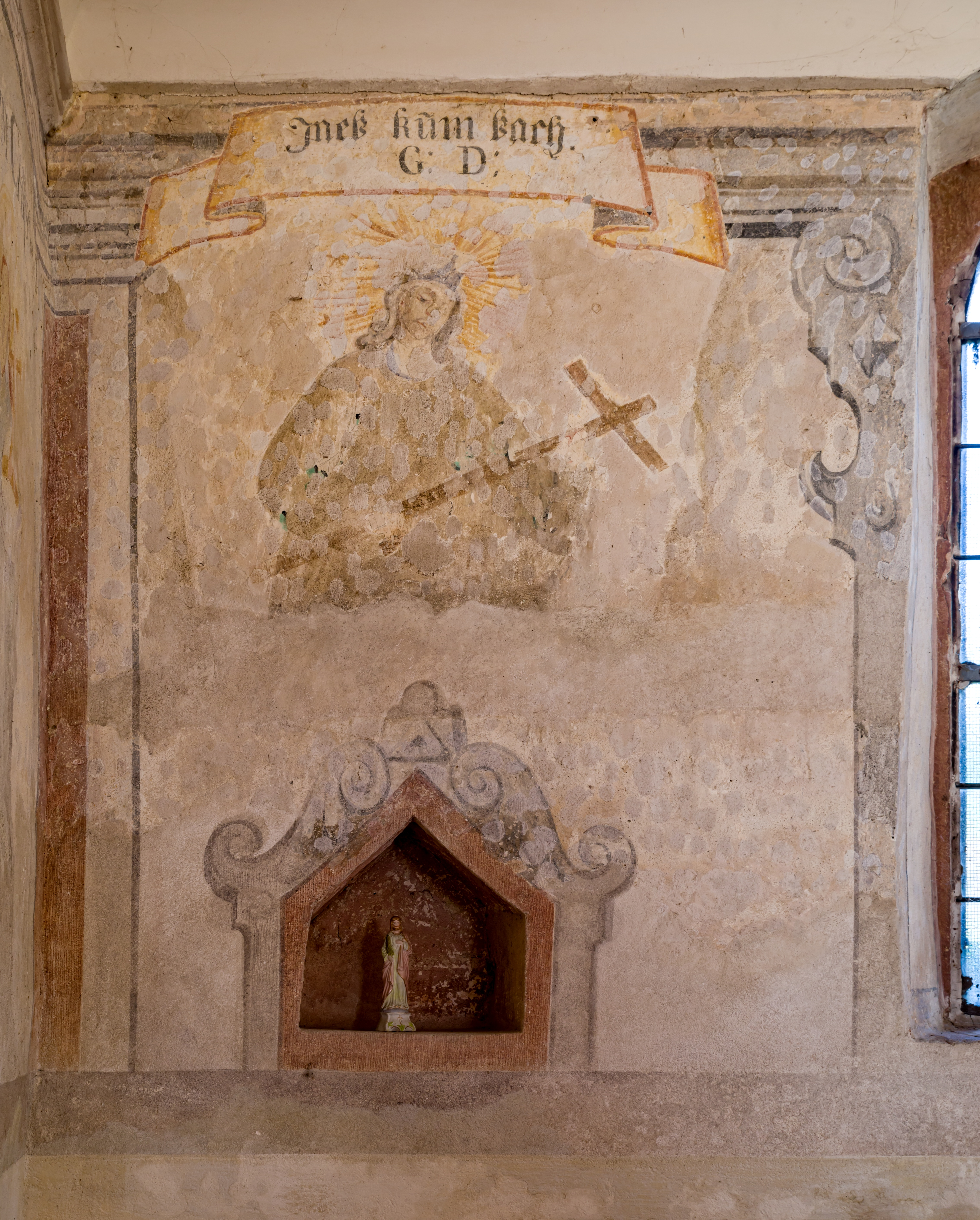
Altarwand links

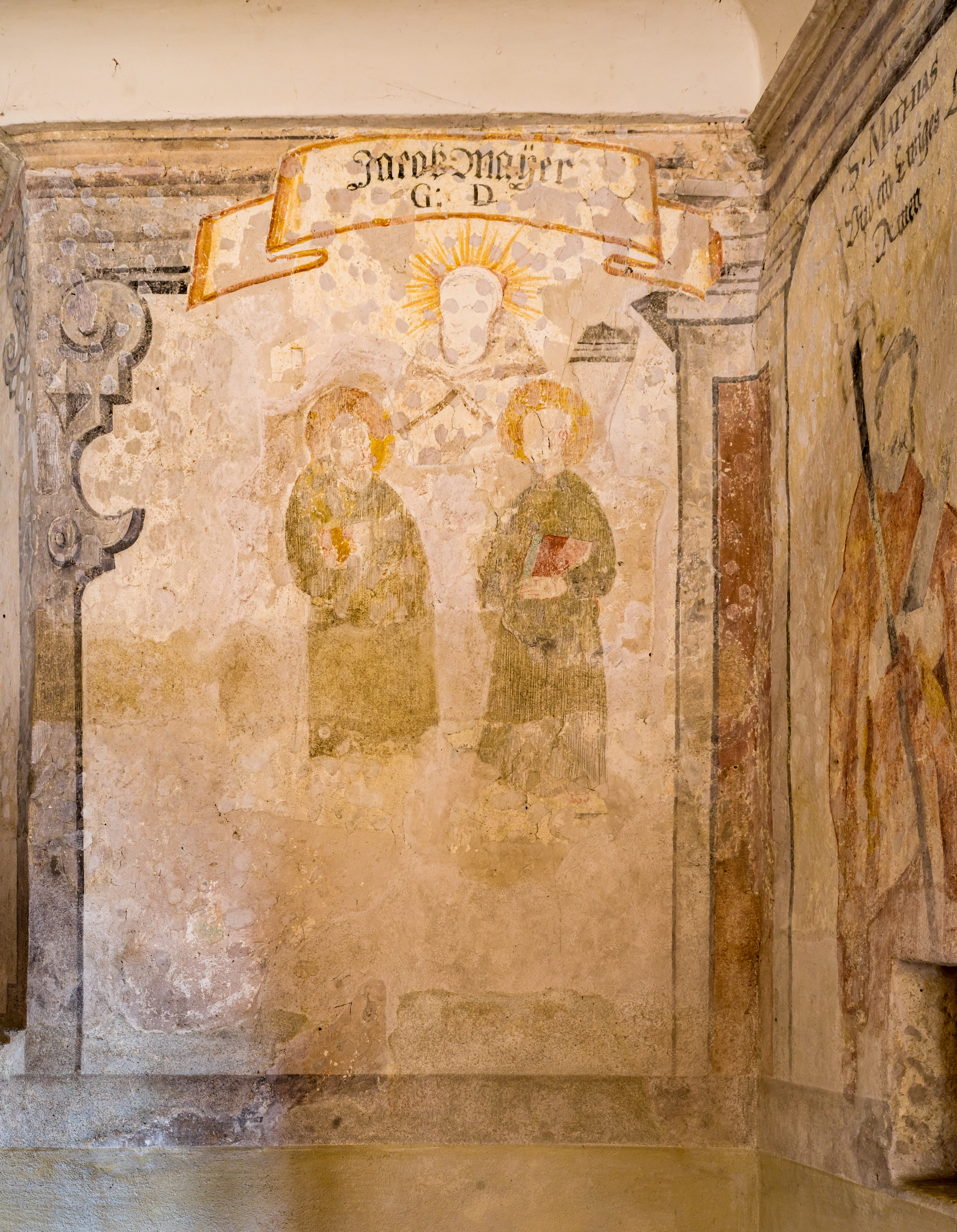
Altarwand rechts

Auch an der Wand hinter dem Altar sind Gemälde zu sehen, wenn auch trotz der Kaschierungen durch die Restauratoren nur noch schlecht zu erkennen. Dabei handelt es sich um die einzigen, die aus der barocken Renovierung 1721–1738 zu erhalten waren.
Die Deutung der Malereien wird denkbar, wenn man die Patrone der beiden Seitenaltäre kennt, die 1729 gespendet worden waren: Nepomuk und Fidelis. Es ist auffällig, dass beide damals gerade sehr „aktuell“ waren: Eben 1729 wurden Nepomuk heiliggesprochen und Fidelis, der darauf noch bis 1746 warten musste, seliggesprochen. Beide waren auch eine für Staufen im streng katholischen Vorderösterreich typische Wahl: Um Nepomuk war bei den Bemühungen um die Gegenreformation ein regelrechter Kult entstanden und zum Martyrium des Fidelis, der auch im Breisgau gewirkt hatte, war es 1622  gekommen, als er in Graubünden gegen Calvin und Zwingli predigte.
Das Aussehen der Altäre und deren Verbleib sind unbekannt; bezüglich des Nepomukaltars kann spekuliert werden, ob eine im Stadtmuseum im Rathaus ausgestellte hölzerne Skulptur von ihm stammen könnte.
Die Gemälde waren von den Staufener Bürgern Johannes Adam Koch, damals Mesner der Pfarrkirche St. Martin, und Jakob Mayer gestiftet worden, wie aus den Inschriften über ihnen zu ersehen ist. Man kann vermuten, dass mit den zwei durch einen Strahlenkranz gekennzeichneten Heiligen an den Wänden jeweils die Patrone der vor ihnen stehenden Altäre gemeint waren.
Auf der linken Seite könnte der Altar des Nepomuk gestanden haben. Er trägt in Gemälden als Attribut ein Kruzifix in der Weise, wie hier das Kreuz zu sehen ist. Gelegentlich wird er auch mit längeren, wenn auch nicht ganz so welligen Haaren gezeigt. Auf dem Kopf trägt er offenbar das Birett, mit dem er immer dargestellt wird. Dagegen wäre „rechts in der Gestalt des mit einem Strahlenkranz als Heiligen gekennzeichneten Mönches, der zu zwei Personen predigt (?), vielleicht der hl. Fidelis zu sehen.“ Dabei bliebe noch unerklärt, weshalb die beiden Personen zwar keinen Strahlenkranz, aber doch einen Heiligenschein tragen.

## Garten
Seit 2002 bemüht sich die Bürgerinitiative Umweltschutz / BUND Staufen um den zu der Kapelle gehörigen Garten, den ehemaligen Leprosenfriedhof. Nach dem aus dem 9. Jahrhundert stammenden Liber de cultura hortorum von Walahfrid Strabo, dem „Buch über die Kulturen der Gärten“, wurde ein Kräutergarten angelegt, in dem sich auch alte Rosensorten und alte Wildgehölze wie Zibärtle, Speierling oder Kornelkirsche finden.
Zum Magdalenentag werden Veranstaltungen durchgeführt, wie 2018 mit verschiedenen Vorträgen, nachdem sich die nach der Restaurierung neu eingeführte Tradition eines Gottesdienstes an diesem Tag nicht hatte halten können.